# Carl Hatch
Carl Hatch (Kirwin, 1889. november 27. – Albuquerque, 1963. szeptember 15.) az Amerikai Egyesült Államok szenátora (Új-Mexikó, 1933–1949).